# Untersuchungsausschussgesetz
Das Untersuchungsausschussgesetz (PUAG) ist ein deutsches Bundesgesetz, das Artikel 44  des Grundgesetzes für die Bundesrepublik Deutschland (GG) näher ausgestaltet. Art. 44 GG besagt, dass der Bundestag berechtigt (und auf Antrag eines Viertels seiner Mitglieder verpflichtet) ist, einen parlamentarischen Untersuchungsausschuss (PUA) einzusetzen (Art. 44 Abs. 1 Satz 1 GG; dem entspricht § 1 Abs. 1 PUAG).
Das PUAG enthält nähere Regelungen über Kompetenzen, Zusammensetzung und Verfahren von Untersuchungsausschüssen, so etwa zur Öffentlichkeit, zum Geheimschutz und zur Amtsverschwiegenheit (§§ 14 ff. PUAG).